# SN 2006dr
SN 2006dr – supernowa typu Ia odkryta 17 lipca 2006 roku w galaktyce NGC 1288. W momencie odkrycia miała maksymalną jasność 16,10m.